# Chuck Hagel
Charles Timothy "Chuck" Hagel (North Platte, Nebraska; 4 de octubre de 1946) es un político estadounidense, que ocupó el cargo de Senador de los Estados Unidos por Nebraska de 1997 al 2009. Entre el 27 de febrero de 2013 hasta el 17 de febrero de 2015 desempeñó el cargo de Secretario de Defensa de los Estados Unidos.
Recibió dos Corazones Púrpuras por su participación como comandante de un escuadrón de infanterías durante la Guerra de Vietnam, de la que al regresar, se dedicó a los negocios y la política. Fue el cofundador de Vanguard Cellular, fue presidente del Grupo McCarthy (una firma de un banco de inversión), y CEO de American Information Systems Inc. (fabricante de máquinas computarizadas para votar). Como miembro del Partido Republicano, fue elegido senador en 1996. Fue reelecto en 2002, y se retiró en 2008. Ocupa los cargos de profesor de la Escuela Edmund A. Walsh de Servicio Exterior en la Universidad de Georgetown, presidente del Consejo Atlántico y copresidente de la Junta Asesora de Inteligencia Exterior del Presidente. Además, es miembro de varios consejos de administración, como el de Chevron Corporation.
El 7 de enero de 2013, el presidente Barack Obama, al comienzo de su segundo mandato, nominó a Hagel, Secretario de Defensa aprobándose su designación por el Comité de Servicios Armados del Senado; sin embargo, su designación fue rechazada en el Senado pleno siendo la primera vez que se bloquea la asunción de un Secretario de Defensa en la historia de este Departamento. Se insistió en su nominación y fue finalmente confirmado en el cargo el 27 de febrero de ese año.
El 12 de febrero de 2015, el Senado de los Estados Unidos confirmó a Ashton Carter como nuevo secretario de Defensa en sustitución de Chuck Hagel, con una mayoría de 93 votos a favor y cinco en contra. Carter asumió el 17 de febrero de 2015.